# Kambo Station
Kambo Station (Kambo stasjon) er en norsk jernbanestation på Østfoldbanen i Kambo i den nordlige ende af Moss. Stationen består af to spor med en øperron imellem. Stationen ligger 53,84 km fra Oslo S. Den betjenes af NSB's lokaltog mellem Stabekk og Moss.
Stationen blev åbnet som holdeplads 1. oktober 1898 og opgraderet til station 1. august 1924. Den blev fjernstyret 8. december 1972 og gjort ubemandet 1. januar 1975. 23. april 1995 blev banen omlagt mellem Kambo og Sandbukta, og samtidig blev en ny station taget i brug. Den nye stationsbygning blev opført efter tegninger af NSB Arkitektkontor. Den oprindelige stationsbygning blev antageligt opført i 1898 og revet ned i 1985. 
- Indgangspartiet til Kambo Station